# Myrmecaelurus uralensis
Myrmecaelurus uralensis is een insect uit de familie van de mierenleeuwen (Myrmeleontidae), die tot de orde netvleugeligen (Neuroptera) behoort. 
Myrmecaelurus uralensis is voor het eerst wetenschappelijk beschreven door Hölzel in 1969.